# Vaszilij tveri fejedelem
Vaszilij Mihajlovics (oroszul Василий Михайлович), (kb. 1304 – 1368) Tver fejedelme 1349-től haláláig és Kasin részfejedelme.

## Küzdelme az örökségért
Vaszilij a legfiatalabb volt Mihail Jaroszlavics tveri herceg és Anna Kasinszkaja négy fia közül. Tizenöt éves korától a fejedelemség függésében levő Kasin városának volt a részfejedelme. Mikor 1346-ban a legfiatalabb bátyja, Konsztantyin (az akkori fejedelem) is meghalt, Vaszilij unokaöccse, Vszevolod az orosz földek fölött hűbéri jogot gyakorló tatár kánhoz járult és Szimeon moszkvai fejedelem támogatásával megkapta a megbízatást (jarlikot) Tver trónjára. Azonban az ősi szenioritási elv szerint a jogos örökös Vaszilij lett volna, aki szintén a kán udvarába indult. Hogy ne menjen üres kézzel, begyűjtötte Holm városának (amely Vszevolod részfejedelemsége volt) adóját. Mikor ennek híre eljutott Vszevolodhoz, a tatár követtel együtt nagybátyja után indult és mikor utolérte, elvette tőle az összegyűjtött pénzt, Vaszilij pedig kénytelen volt visszatérni Kasinba.
1348-ban Fjodor tveri püspök kezdeményezésére a két rokon kibékült és Vszevolod átadta a fejedelmi címet Vaszilijnek.

## Viszálya unokaöccseivel
Kettejük viszonya hamarosan újra elmérgesedett, Vaszilij rendszeresen zaklatta a holmi bojárokat és a részfejedelem szolgáit. 1357-ben maga Alekszij metropolita próbálta összebékíteni őket. A két herceg Vlagyimir városában találkozott, de csak kölcsönös vádaskodásokig jutottak. Vszevolod a kánhoz utazott panaszt tenni, de az elfogta és átadta őt Vaszilijnak. Csak 1360-ban, miután Algirdas litván fejedelem megostromolta Tvert, adta vissza Vaszilij unokaöccsének jogos birtokának egyharmadát.
1364-ben nagy pestisjárvány pusztított amely sok áldozatot szedett a tveri hercegi családból (többek között Vszevolod is ekkor halt meg), a túlélők pedig vetélkedni kezdtek a megürülő részfejedelmi helyekért. Vszevolod öccse, Mihail mikulini részfejedelem fegyveres erővel hódította el Vaszilijtól az elhunyt Belij Gorodok-i herceg birtokát. 1367-ben Mihail litván szövetségeséhez utazott és távollétét kihasználva Vaszilij végigfosztogatta birtokait. Mihail litván csapatokkal tért vissza és fogságba ejtette Vaszilij Mihajlovics feleségét és több bojárját. Ezután Kasin felé indult, de útközben találkozott nagybátyja követeivel, akik békét kértek. Röviddel ezután, 1368-ban Vaszilij Mihajlovics meghalt. Utódja a tveri trónon Mihail lett.

## Családja
Vaszilij Jelena Ivanovnát, a szmolenszki herceg lányát vette feleségül. Két fiuk született:
- Mihail (1331–1373) Kasin részfejedelme
- Vaszilij (1332–1362)

## Külső hivatkozások
- a Tveri fejedelemség 1360-ban

## Fordítás
- Ez a szócikk részben vagy egészben  a(z)   Василий Михайлович (князь тверской) című orosz Wikipédia-szócikk ezen változatának fordításán alapul.  Az eredeti cikk szerkesztőit annak laptörténete sorolja fel. Ez a jelzés csupán a megfogalmazás eredetét és a szerzői jogokat jelzi, nem szolgál a cikkben szereplő információk forrásmegjelöléseként.